# Jeep
Jeep là một thương hiệu ô tô của Mỹ là nhãn hiệu thuộc Chrysler Group LLC trong liên minh chiến lược toàn cầu với Fiat. Năm 1987, Giám đốc của Tổng công ty Chrysler đã mua lại thương hiệu Jeep, cùng với các tài sản còn lại của American Motors.
Xe Jeep là phương tiện gắn liền với quân đội Mỹ trong nhiều cuộc chinh phạt. Và đây cũng chính là loại xe đã giúp cho quân đội các nước Đồng minh chiến thắng trong thế chiến thứ hai.
Năm 2021 đánh dấu kỷ niệm 80 năm ra đời của hãng xe Jeep. Mới đây trang báo Military tại Mỹ đã đăng tải bài viết giới thiệu về lịch sử hình thành loại xe quân sự đa năng này.
Trong nhiều năm qua, có nhiều người tự nhận mình là cha đẻ của dòng xe Jeep đời đầu. Tuy nhiên thiết kế xe Jeep là sản phẩm được hình thành từ các hợp tác và ý tưởng của nhiều nhà sản xuất ôtô và quân đội.
Có thể nói dòng xe Jeep là một trong những điều thú vị nhất trong lịch sử. Nhiều phiên bản xe Jeep được ra đời từ các ý tưởng lớn lại xuất phát từ một mục tiêu chung là phục vụ cho quân đội.
Xe Jeep Bantam nguyên bản
Lịch sử của Jeep Bantam là khởi nguồn từ khi chiến tranh thế giới thứ hai bắt đầu. Do nhu cầu về phương tiện chiến đấu rất lớn và khẩn cấp.
Vì vậy quân đội Mỹ đã liên hệ với 136 công ty sản xuất ôtô trong nước. Theo đó quân đội yêu cầu cung cấp các mẫu xe trinh sát gọn nhẹ có hệ thống dẫn động bốn bánh.
Đặc biệt là các mẫu xe này phải cơ động, vượt qua được mọi địa hình. Sau khi được duyệt mẫu thiết kế phải sản xuất và giao xe trong vòng 49 ngày. Do đó cuối cùng thì chỉ có công ty đáp ứng yêu cầu là American Bantam Car Company.
Giá thầu của hãng xe Bantam được gửi đến cùng với nhiều bản thiết kế hoàn chỉnh vào ngày 22 tháng 7 năm 1940 cho quân đội xem xét lần cuối. Để đáp ứng điều kiện giao xe cực kì cấp bách này, hãng xe Bantam đã mời kỹ sư thiết kế tự do là Karl Probst từ Detroit về làm việc.
Thương hiệu của hãng xe Jeep lấy ý tưởng từ đâu?
Về nguồn gốc cái tên xe "Jeep" vốn không thể xác định rõ ràng minh bạch. Theo ghi nhận từ các nhà sử học thời điểm lịch sử đã đưa ra vài cách giải thích khác nhau. Thế nhưng hầu hết lý giải này đã không được chấp nhận và gây nhiều tranh cãi. Cái tên Jeep có thể xuất phất từ mẫu xe GP do hãng Ford đặt tên.
Và cũng có thể là cách gọi vắn tắt để chỉ công dụng chung của loại xe này. Theo một giả thuyết mới nhất lại cho rằng nguồn gốc cái tên Jeep xuất phát từ một nhân vật trong phim hoạt hình Popeye.
Vào năm 1943, hãng xe Willys Overland đã đưa tên "Jeep" trở thành thương hiệu. Từ đó bắt đầu chuỗi giành giật thương hiệu từ các nhà sản xuất khác.
Năm 1948, UB thương mại liên bang Mỹ đã ra chỉ thị hãng xe Willys phải giảm bớt quảng cáo cho rằng công ty này đang sản xuất xe Jeep. Cơ quan này cũng đồng thời nhấn mạnh phía quân đội, các hãng xe khác như Bantam, Ford và hãng sản xuất ô tô Spicer đều là các nhà đồng sản xuất.
Tuy nhiên bằng cách nào đó, hãng xe Willys vẫn có được thương hiệu "Jeep" vào năm 1950. Hiện tại ở Việt Nam vẫn có nhiều mẫu của hãng xe Jeep Willys được sử dụng khá tốt.
Mẫu xe của hãng Ford được đặt tên là GP có thể di chuyển thoải mái nhất và có thể chuyên chở được nhiều đồ vật nhất. Tuy nhiên mẫu xe này có chi phí sản xuất cao và có khả năng dự trữ xăng dầu ít.
Trong khi đó, mẫu xe của Willys có ký hiệu số loại là MA có động cơ mạnh nhất. Ngoài ra còn có hệ thống chiếu sáng tăng đáng. Ngoài ra các kỹ sư của hãng xe Jeep Willys đã giảm bớt khối lượng xe so với thiết kế đầu tiên.
Hãng xe Bantam sản xuất dòng Reconnaissance được các chuyên gia quânsự đánh giá rất cao. Tuy nhiên nó không đạt các tiêu chí cần thiết theo yêu cầu xe chiến đấu.
Cuối cùng quân đội đã kết hợp các thiết kế này lại dựa theo tiêu chí tối ưu thiết kế từ ba mẫu xe. Các thiết kế khung sắt và bình nhiên liệu đặt dưới ghế ngồi từ hãng Ford. Các yếu tố cơ bản của xe Jeep khác được dựa theo thiết kế của Bantam.
Và cuối cùng hãng xe Willys-Overland đã giành được hợp đồng sản xuất cho quân đội. Lợi thế của hãng xe Jeep Willys này là nhờ vào sức mạnh của động cơ 4 piston có tên Go Devil.
Ý nghĩa của từ Jeep và lịch sử hình thành hãng xe Jeep
Vào năm 1941, hãng xe Willys Overland ra mắt mẫu xe Jeep và trình diễn khả năng chinh phục địa hình. Buổi biểu diễn khả năng chạy đa dạng địa hình được tay lái xe chuyên nghiệm là Irving Red Haussman biểu diễn chạy lên xuống các bậc thềm tại điện Capitol.
Trước khi biểu diễn, tay lái này cũng mang các dòng xe Jeep của hãng xe Willys đến trung tâm nghiên cứu phát triển và thử nghiệm phương tiện vận tải quân sự Fort Holabird tại Washington DC.
Tại đây, Irving nghe nhiều binh sĩ đóng quân tại đây gọi các dòng xe của Willys với cái tên là "Jeep". Do đó, trong lúc trả lời phỏng vấn của tờ báo Washington Daily News, Irving đã gọi các loại xe off-road này là xe Jeep.
Ngoài ra cũng có một giả thuyết lan truyền rộng rãi hơn về nguồn gốc tên xe Jeep. Thời bấy giờ, quân đội Hoa Kỳ thường sử dụng Government Purposes hay General Purposes viết tắt là GP để nói về các loại xe vận chuyển cho mục đích công vụ nhà nước.
Từ GP này phiên âm đọc nhanh là Gee P, nghe rất giống với từ Jeep. Do đó,các dòng xe quân sự của Mỹ được gọi với cái tên Jeep để chỉ các xe hoạt động đa dụng.
Mẫu Jeep mà chúng ta biết đến ngày nay có xuất xứ từ dòng xe quân sự ra đời năm 1941. Đây là sản phẩm được hãng xe Willys-Overland và Ford đã xây dựng.
Lúc này được gọi là Model MB và Model GPW. Tuy nhiên quân đội Mỹ lại thích gọi tên các mẫu xe này là Jeep hơn.
Các giai đoạn lịch sử hành thành hãng xe Jeep như sau:
| Lịch sử hình hàng hãng xe Jeep | Tên gọi                   |
| Giai đoạn 1941–1945            | Willys-Overland MB        |
| Giai đoạn 1945–1949            | Jeep CJ-2A                |
| Giai đoạn 1946-1965            | Jeep Willys Wagon         |
| Giai đoạn 1955–1983            | Jeep CJ-5                 |
| Giai đoạn 1963–1983            | Jeep Wagoneer             |
| Giai đoạn 1974–1983            | Jeep Cherokee SJ          |
| Giai đoạn 1984–2001            | Jeep Cherokee XJ          |
| Giai đoạn 1993-2004            | Jeep Grand Cherokee ZJ/WJ |
| Giai đoạn 1986- Hiện nay       | Jeep Wrangler             |

Các giai đoạn hành thành hãng xe Jeep
Bước ngoặt mang tính lịch sử hình thành và phất triển hãng xe Jeep chính là lại việc hãng xe Chrysler chính thức mua lại American Motors vào năm 1987. Dưới sự điều hành và phát triển định hướng mới của Chrysler, các dòng Jeep Wrangler bước lên ngôi vương ở phân khúc SUV/4×4 tại thị trường Mỹ và lan tỏa nhanh chóng trên toàn cầu.